# Brignais
Brignais este o comună în departamentul Rhône din sud-estul Franței. În 2009 avea o populație de 11.372 de locuitori.

## Evoluția populației
| An        | 1975  | 1982  | 1990   | 1999   | 2006   | 2009   |
| --------- | ----- | ----- | ------ | ------ | ------ | ------ |
| Populație | 6.790 | 9.564 | 10.036 | 11.207 | 11.658 | 11.372 |